# Limnactinia
Limnactinia (Riemann-Zürneck, 1997) è un genere di celenterati antozoi dell'ordine Actiniaria. È l'unico genere della famiglia Limnactiniidae  nella superfamiglia Actinioidea..

## Descrizione
Limnactinia è una attinia avente il corpo allungato, vermiforme, colonna liscia senza cuticola e senza tentacoli. Estremità prossimale arrotondata, a forma di fisa, perforata da aperture. Parte distale della colonna con spirocisti. Niente sfintere. Sifonongli indistinti. Mesenteri divisibili in macro e microcnemi. Da otto a dieci mesenteri perfette e fertili. Divaricatori dei mesenteri perfetti forti, ristretti più o meno reniformi. Muscoli parietali piuttosto deboli. I lunghi tratti ciliati dei filamenti possono essere discontinui.
Specie di Limnactinia sono state osservate sui fondali profondi nell'Atlantico settentrionale e del (Pacifico) e Indo-Pacifico) meridionale.

## Tassonomia
Secondo il World Register of Marine Species (WORMS), il genere è composto da due specie:
- Limnactinia laevis Carlgren, 1921
- Limnactinia nuda Carlgren, 1927